# Хохокам

Розповсюдження культури Хохокам (виділена жовтим кольором)

Хохокам, або гогокам (англ. Hohokam) —  археологічна культура доколумбового періоду, що існувала на Південному Заході США (пустеля Сонора), частково зачіпає також територію сучасної Мексики. Існувала з 1 до 15 ст. н. е.. Культуру ідентифікував в 1930-ті рр.. як відмінну від сусідніх археолог Гарольд Гледвін, який використовував назву з мови індіанців оодхам для позначення археологічного пам'ятника, який він розкопував в долині Ловер-Ґіла (Lower Gila Valley).
Згідно з місцевими переказами, культура хохокам могла бути предком народів акімель-оодхам і тохоно-оодхам в Південній Аризоні. Недавні дослідження пам'яток народу Собайпурі, предків сучасних піманських народів юто-ацтекської сім'ї, показують, що предки Піма присутні в даному регіоні як мінімум з часів останніх років існування культури Хохокам.

### Особливості

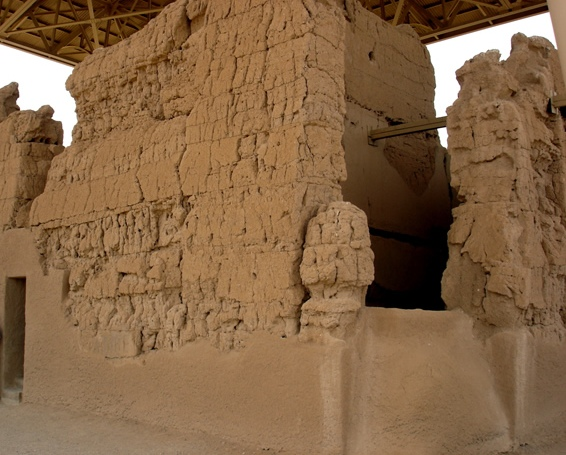
Руїни Каса-Гранде

Вперше цю культуру відкрив Гарольд С. Галадвін в Аризоні. Дослідження було ускладнене певною специфікою цього народу. По-перше, вони спалювали померлих, не залишаючи поховань, які характеризували б їхні релігійні переконання для сучасних археологів та істориків. По-друге, надщерблений посуд вони розбивали вщент. Тому ми маємо зараз лише деякі зразки їхньої кераміки. По-третє, вони будували житла із дерева та глини, які майже не лишали слідів для історії. А монументальні споруди, які вони залишили після себе — величезна зрошувальна система та насипні горби, настільки засипані піском, що віднайти їх майже неможливо.

## Сільське господарство
Хохокам займалися сільським господарством, вирощували гарбузи та кукурудзу.
Культура Хохокам використовувала цілий ряд примітивних каналів і загат для своїх сільськогосподарських цілей. У період з 7 по 14 ст. вони також споруджували і підтримували великі іригаційні мережі у низовині річки Салт і в середній частині річки Ґіла, не менш складні, ніж аналогічні споруди на стародавньому Близькому Сході, в Єгипті чи Китаї. Ці канали споруджувалися за допомогою примітивних інструментів, без використання складних інженерних технологій. Археологічні дослідження протягом останніх 70 років виявили, що хохокамці вирощували такі культури, як бавовна, тютюн, кукурудза, боби і гарбуз, а також ряд дикорослих рослин. На пізньому етапі розвитку хохокамці також використовували методи безіригаційного (сухого) землеробства, в основному для вирощування агави. Сільське господарство було засновано на іригації у вигляді каналів, що було важливо в пустельних умовах і при сухому кліматі, при яких існувала дана культура, в результаті чого сільськогосподарські поселення згодом перетворилися у великі селища-протоміста.

## Поселення

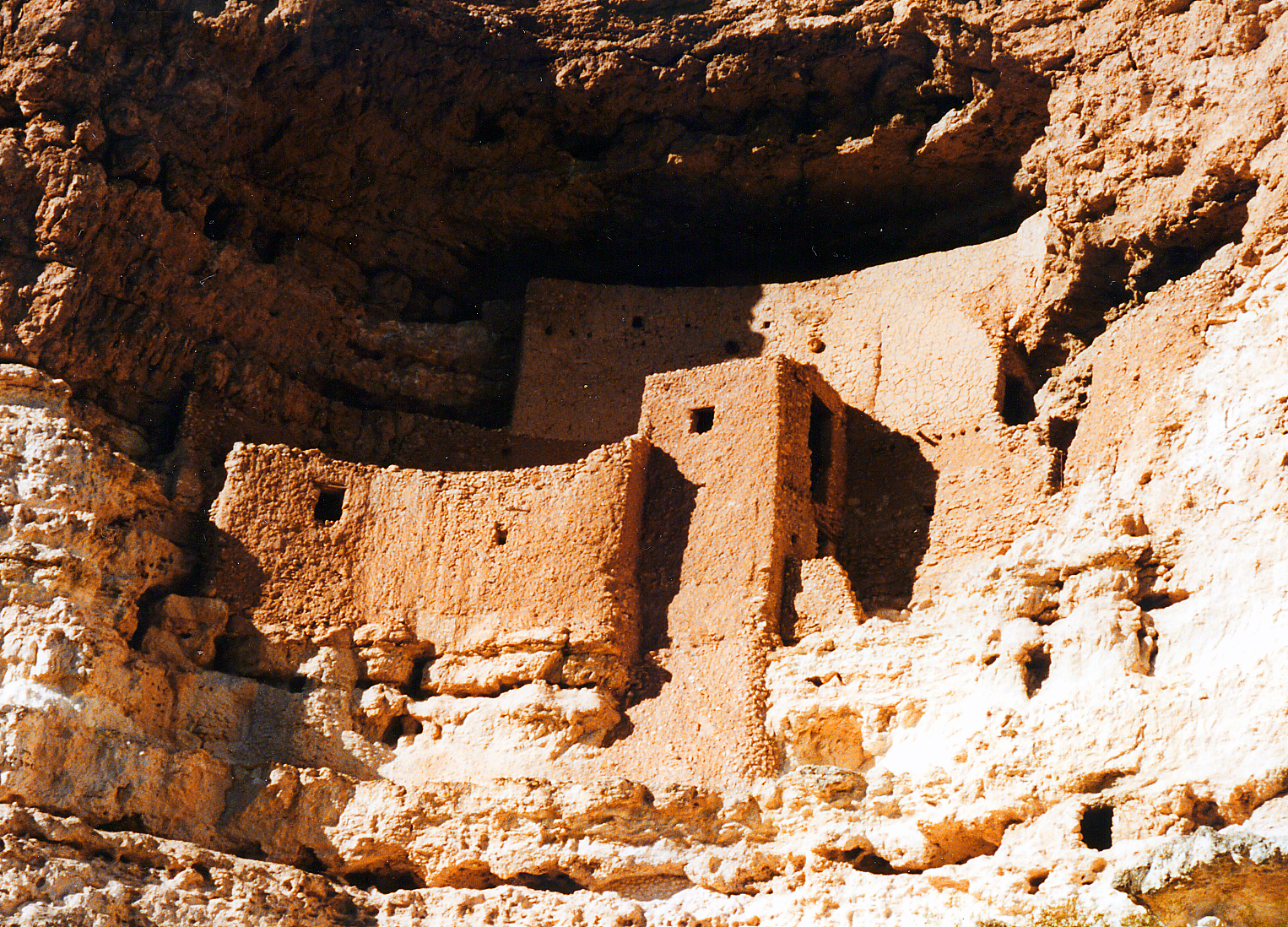
Замок Монтесуми — руїни культури Хохокам

В цілому хохокамські селища в декотрій мірі нагадували більш пізні пуебло; зазвичай вони виникали поблизу води і земель, придатних для обробітку, складалися з окремих груп житлових будинків, розділених господарськими будівлями та нежитловими ділянками. Ранні житлові споруди культури Хохокам, такі як великі квадратні або прямокутні будинки — збереглися в незмінному вигляді з найдавніших часів. Однак, до VII століття н. е. у вже повністю сформованому вигляді з'являється самобутня архітектура культури Хохокам, що зберегла багато рис попередніх архаїчних споруд, котрі не зникають надалі, протягом всієї історії культури Хохокам. Житлова споруда зазвичай являло собою конструкцію у вигляді заглибленого приблизно на 40 см в землю прямокутного або квадратного будинку з глиняною або утоптаною земляною долівкою, і чашоподібним глиняним вогнищем, розташованим недалеко від входу.

## Поховання
Практика поховання з часом змінювалася. Спочатку основним методом було поховання в скорченому положенні, що нагадувало традицію сусідньої культури Могольон розташованої на схід від хохокамської. На пізній стадії формаційного періоду і в предкласичний період хохокамці спалювали небіжчиків, що нагадувало традиції культури Патаян, розташованої на захід уздовж пониззя річки Колорадо. Хоча іноді деталі похоронної практики змінювалися, в цілому традиція кремації залишалася для культури Хохокам домінуючою приблизно до 1300 р. н. е.., коли, під впливом сусідньої культури Саладо на півночі і північному сході швидко поширилася традиція поховання в землі. Також цікаво відзначити, що особливості пізніх поховань культури Хохокам багато в чому нагадували поховання індіанських племен тохоно і оодхам.

## Скоаквіком
Американські археологи за 45 км на південь від Фінікса розкопали місто хохокам (можливо столицю) — Скоаквіком, що в перекладі з місцевого діалекту означає — Місто Змій. Це найбільше на сьогодні поселення хохокам, яке займає територію приблизно 120 га. Забудова міста була одноповерховою. Підлога в будинках розміщувалася приблизно на 30 см нижче від рівня землі. Посеред міста хохокам насипали штучні гори з землі, так звані «маунти». Нижчі з них були громадськими смітниками, вищі — ймовірно були підніжжям храмів, або будинків місцевої знаті. Можливо, традиція насипати маунти виникла під впливом культур Центральної Америки. Скоаквіком припинив своє існування близько 1100-го року.
Про широкі торговельні зв'язки хохокам свідчать численні знахідки у Скоаквікомі. Так, наприклад, під час розкопок було знайдено майданчик для гри у м'яч. Вважається, що це безсумнівний аргумент південного впливу, хоча ця гра могла виникнути на території автономно. Матеріал для каучуку, з якого був зроблений м'яч — це сік куща гваюла, що росте в цьому районі. Були також знайдені прикраси з мушель, що свідчить про торгівлю з приморськими районами. Мушлі були прикрашені зооморфними та геометричними узорами способом травлення (коли узор наноситься речовиною, що не пропускає кислоту, а потім опускається у розчин, де незахищені місця витравлюються). Індіанці хохокам винайшли цю технологію на пів-тисячоліття раніше за європейців. Роль кислоти виконував, імовірно, сік кактуса сагуаро.

## Нащадки
Загадкою для дослідників є правонаступність культури хохокам. Деякі узори та технології прослідковуються в індіанців пуебло. На території хохокам сьогодні проживає декілька тисяч індіанців племені піма. Стиль життя та культури цього народу дуже схожий на стиль хохокам. Особливо це простежується в народній архітектурі та кераміці. Піма й досі використовують деякі з каналів, прориті хохокам понад 1000 років тому.